# Cornelia Gerstenmaier
Cornelia Irena Gerstenmaier (* 18. April 1943 in Berlin) ist eine deutsche Publizistin. Sie ist Vorsitzende der Gesellschaft Kontinent e.V.

## Herkunft, Jugend
Cornelia Irena Gerstenmaier wurde am 18. April 1943 in Berlin als Tochter des Theologen, Konsistorialrats und späteren Bundestagspräsidenten Eugen Gerstenmaier geboren. Ihre Mutter Brigitte Gerstenmaier, geborene von Schmidt, war Deutsch-Baltin und war nach der Oktoberrevolution aus Russland nach Deutschland geflohen. Cornelia Gerstenmaier wuchs wie ihre zwei Brüder (Albert Georg und York) somit zweisprachig auf. Sie besuchte Gymnasien in Stuttgart und Bonn-Bad Godesberg. Zeitweise ging sie auch in England zur Schule. Sie studierte Osteuropäische Geschichte, Philosophie und Slawistik an den Universitäten Bonn und Freiburg (Schweiz). Außerdem ermöglichte ihr das Kultusministerium der UdSSR ein Studienjahr an der Lomonossow-Universität in Moskau, wo sie mit russischen Studenten und anderen Intellektuellen in Kontakt kam. Nach einigen weiteren Besuchen Moskaus wurden ihr aufgrund ihrer Kontakte zu Dissidenten weitere Einreisen verweigert.

## Leben und Wirken
1966–1969 arbeitete sie zunächst als Redakteurin, dann als Schriftleiterin der Zeitschrift „Ost-Probleme“ in Bonn. 1970 beteiligte sie sich am Aufbau des „Center for the Study of Religion & Communism“ in London und führte 1971 Forschungsarbeiten zur sowjetisch-jüdischen Einwanderung in Jerusalem durch. 1972 gründete sie mit Iwan Agrusow (1924–2012) in Frankfurt am Main die Gesellschaft für Menschenrechte, deren Vorsitzende sie bis 1978 war. Danach leitete sie die Gesellschaft Kontinent e.V. und unterstützte den exilrussischen Schriftsteller und Publizisten Wladimir Maximow (1930–1995) bei der Herausgabe der russischsprachigen Zeitschrift „Kontinent“.

## Veröffentlichungen (Auswahl)
- Die Stimme der Stummen – Die demokratische Bewegung in der Sowjetunion. 1972.